# Bahnstrecke München–Buchloe
| |                                                       |                                             |                                             |
| Streckennummer (DB): | 5520                                                  |                                             |                                             |
| Kursbuchstrecke (DB): | 970 (alt: 406) 999.4 (alt: 406a) (München–Geltendorf) |                                             |                                             |
| Kursbuchstrecke: | 406 (1946)                                            |                                             |                                             |
| Streckenlänge: | 59,974 km                                             |                                             |                                             |
| Spurweite: | 1435 mm (Normalspur)                                  |                                             |                                             |
| Streckenklasse: | D4                                                    |                                             |                                             |
| Stromsystem: | 15 kV, 16,7 Hz ~                                      |                                             |                                             |
| Maximale Neigung: | 5 ‰                                                   |                                             |                                             |
| Minimaler Radius: | 607 m                                                 |                                             |                                             |
| Streckengeschwindigkeit: | 160 km/h                                              |                                             |                                             |
| Zugbeeinflussung: | PZB                                                   |                                             |                                             |
| Zweigleisigkeit: | durchgehend                                           |                                             |                                             |
| |                                                       |                                             |                                             |
| \| \| \| von München Hbf \| \| \| \| 7,385 \| München-Pasing \| 527 m \| \| \| \| nach Augsburg Hbf \| \| \| \| \| nach Garmisch-Partenkirchen \| \| \| \| \| nach Gauting und Herrsching \| \| \| \| \| \| \| \| \| \| von München-Pasing \| \| \| \| 9,015 \| München-Pasing West \| München-Pasing West \| \| \| 9,920 \| München Leienfelsstraße (seit 1970) \| München Leienfelsstraße (seit 1970) \| \| \| 11,117 \| München-Aubing (ehem. Bf) \| 526 m \| \| \| 15,893 \| Puchheim \| 519 m \| \| \| 17,912 \| Eichenau (Oberbay) (seit 1935) \| Eichenau (Oberbay) (seit 1935) \| \| \| 18,500 \| Roggenstein (bis 1935) \| Roggenstein (bis 1935) \| \| \| \| von München-Trudering (Nordring, 1939–1949) \| \| \| \| 19,881 \| Abzw Steinwerk[1] \| Abzw Steinwerk[1] \| \| \| 23,040 \| Fürstenfeldbruck (bis 1908: Bruck) \| 528 m \| \| \| 24,860 \| Amper (98 m) \| Amper (98 m) \| \| \| 26,205 \| Buchenau (Oberbay) \| 538 m \| \| \| 28,985 \| Schöngeising (ehem. Bf) \| 553 m \| \| \| 32,337 \| Grafrath \| 568 m \| \| \| 39,220 \| Türkenfeld (ehem. Bf) \| 600 m \| \| \| \| von Weilheim (Oberbay) \| \| \| \| 42,106 \| Geltendorf \| 596 m \| \| \| \| nach Mering (bis 1907) \| \| \| \| \| nach Mering (seit 1907) \| \| \| \| \| \| \| \| \| 46,224 \| Schwabhausen (b Landsberg/Lech) (bis 1985) \| 592 m \| \| \| \| \| \| \| \| 51,030 \| Epfenhausen (Awanst, ehem. Bf) \| 595 m \| \| \| \| Anschluss Fliegerhorst Landsberg/Lech \| \| \| \| 54,781 \| Lech (152 m) \| Lech (152 m) \| \| \| \| von Landsberg (Lech) \| \| \| \| 56,177 \| Kaufering \| 590 m \| \| \| \| nach Bobingen \| \| \| \| 60,493 \| Igling (bis 1985) \| 605 m \| \| \| 60,999 \| Singold (19 m) \| Singold (19 m) \| \| \| 66,969 \| Gennach (45 m) \| Gennach (45 m) \| \| \| \| von Augsburg Hbf \| \| \| \| 67,994 \| Buchloe \| 617 m \| \| \| \| nach Lindau-Insel \| \| \| \| \| nach Memmingen \| \| \| \| \| \| \| \| Quellen: [2][3][4][5][6] \| \| \| \| |                                                       |                                             |                                             |
| Strecke · Strecke |                                                       | von München Hbf                             | von München Hbf                             |
| Bahnhof · Bahnhof | 7,385                                                 | München-Pasing                              | 527 m                                       |
| Abzweig geradeaus und nach rechts · Strecke |                                                       | nach Augsburg Hbf                           | nach Augsburg Hbf                           |
| Strecke · Abzweig geradeaus und nach links |                                                       | nach Garmisch-Partenkirchen                 | nach Garmisch-Partenkirchen                 |
| Abzweig geradeaus und nach links · Kreuzung geradeaus oben |                                                       | nach Gauting und Herrsching                 | nach Gauting und Herrsching                 |
| Abzweig geradeaus und von links · Strecke nach rechts |                                                       |                                             |                                             |
| Abzweig geradeaus und von rechts |                                                       | von München-Pasing                          | von München-Pasing                          |
| Blockstelle | 9,015                                                 | München-Pasing West                         | München-Pasing West                         |
| Haltepunkt / Haltestelle | 9,920                                                 | München Leienfelsstraße (seit 1970)         | München Leienfelsstraße (seit 1970)         |
| Haltepunkt / Haltestelle | 11,117                                                | München-Aubing (ehem. Bf)                   | 526 m                                       |
| Bahnhof | 15,893                                                | Puchheim                                    | 519 m                                       |
| Haltepunkt / Haltestelle | 17,912                                                | Eichenau (Oberbay) (seit 1935)              | Eichenau (Oberbay) (seit 1935)              |
| ehemaliger Haltepunkt / Haltestelle | 18,500                                                | Roggenstein (bis 1935)                      | Roggenstein (bis 1935)                      |
| Abzweig geradeaus und ehemals von rechts |                                                       | von München-Trudering (Nordring, 1939–1949) | von München-Trudering (Nordring, 1939–1949) |
| ehemalige Blockstelle | 19,881                                                | Abzw Steinwerk                              | Abzw Steinwerk                              |
| Bahnhof | 23,040                                                | Fürstenfeldbruck (bis 1908: Bruck)          | 528 m                                       |
| Brücke über Wasserlauf | 24,860                                                | Amper (98 m)                                | Amper (98 m)                                |
| Bahnhof | 26,205                                                | Buchenau (Oberbay)                          | 538 m                                       |
| Haltepunkt / Haltestelle | 28,985                                                | Schöngeising (ehem. Bf)                     | 553 m                                       |
| Bahnhof | 32,337                                                | Grafrath                                    | 568 m                                       |
| Haltepunkt / Haltestelle | 39,220                                                | Türkenfeld (ehem. Bf)                       | 600 m                                       |
| Abzweig geradeaus und von links |                                                       | von Weilheim (Oberbay)                      | von Weilheim (Oberbay)                      |
| Bahnhof | 42,106                                                | Geltendorf                                  | 596 m                                       |
| Abzweig geradeaus, nach links und ehemals nach rechts · Strecke von rechts |                                                       | nach Mering (bis 1907)                      | nach Mering (bis 1907)                      |
| Kreuzung geradeaus oben · Strecke nach rechts |                                                       | nach Mering (seit 1907)                     | nach Mering (seit 1907)                     |
| |                                                       |                                             |                                             |
| ehemaliger Bahnhof | 46,224                                                | Schwabhausen (b Landsberg/Lech) (bis 1985)  | 592 m                                       |
| |                                                       |                                             |                                             |
| Blockstelle | 51,030                                                | Epfenhausen (Awanst, ehem. Bf)              | 595 m                                       |
| Abzweig geradeaus und nach links |                                                       | Anschluss Fliegerhorst Landsberg/Lech       | Anschluss Fliegerhorst Landsberg/Lech       |
| Brücke über Wasserlauf | 54,781                                                | Lech (152 m)                                | Lech (152 m)                                |
| Abzweig geradeaus und von links |                                                       | von Landsberg (Lech)                        | von Landsberg (Lech)                        |
| Bahnhof | 56,177                                                | Kaufering                                   | 590 m                                       |
| Abzweig geradeaus und nach rechts |                                                       | nach Bobingen                               | nach Bobingen                               |
| ehemaliger Bahnhof | 60,493                                                | Igling (bis 1985)                           | 605 m                                       |
| Brücke über Wasserlauf | 60,999                                                | Singold (19 m)                              | Singold (19 m)                              |
| Brücke über Wasserlauf | 66,969                                                | Gennach (45 m)                              | Gennach (45 m)                              |
| Abzweig geradeaus und von rechts |                                                       | von Augsburg Hbf                            | von Augsburg Hbf                            |
| Bahnhof | 67,994                                                | Buchloe                                     | 617 m                                       |
| Abzweig geradeaus und nach links |                                                       | nach Lindau-Insel                           | nach Lindau-Insel                           |
| Strecke |                                                       | nach Memmingen                              | nach Memmingen                              |
| |                                                       |                                             |                                             |
| Quellen: |                                                       |                                             |                                             |

Die Bahnstrecke München–Buchloe ist eine zweigleisige, elektrifizierte Hauptbahn in Bayern. Die 60 Kilometer lange Strecke führt von München-Pasing über Geltendorf und Kaufering nach Buchloe. Zusammen mit der anschließenden Bahnstrecke Buchloe–Kempten–Lindau wird sie als Allgäubahn bezeichnet. Betreiber der Strecke ist die DB InfraGO.
Die Königlich Bayerischen Staatseisenbahnen nahmen die Hauptbahn zwischen 1872 und 1873 als Teil der Verbindung München–Memmingen in Betrieb. Die Strecke war von Beginn an von großer Bedeutung für den internationalen Fernverkehr zwischen München und der Schweiz und wurde von 1899 bis 1906 auf ganzer Länge zweigleisig ausgebaut. Der Abschnitt von München-Pasing nach Geltendorf wurde 1968 elektrifiziert und wird seit 1972 von der S-Bahn München bedient. Bis 2020 elektrifizierte die Deutsche Bahn im Zuge der Ausbaustrecke München–Memmingen–Lindau den verbliebenen Streckenabschnitt von Geltendorf nach Buchloe.

## Geschichte

### Planung
Nach der Eröffnung der Ludwig-Süd-Nord-Bahn von Hof über Augsburg nach Lindau wurden weitere bayerische Staatsbahnstrecken zunächst ohne Rücksicht auf Entstehung eines einheitlichen Bahnnetzes errichtet. Anfang der 1860er Jahre stellte die Generaldirektion der Königlichen Verkehrsanstalten erste Überlegungen zu einem planmäßigeren Vorgehen auf, um das bayerische Eisenbahnnetz zu vervollständigen und die Nutzungsmöglichkeiten für Verkehr, Handel und Militär zu verbessern.
In einem Gesetzesentwurf schlug das Staatsministerium des Handels und der öffentlichen Arbeiten der Abgeordnetenkammer des Bayerischen Landtags am 28. Januar 1868 eine Strecke von München über Buchloe nach Memmingen als eine von 19 in Aussicht genommenen Eisenbahnstrecken vor. Die einzige von München nach Westen führende Bahnverbindung war bis dahin die Strecke München–Augsburg–Ulm, sodass Kempten, Memmingen und Lindau von München aus nur mit einem erheblichen Umweg über Augsburg oder Neu-Ulm erreichbar waren. Die neue Strecke sollte daher eine deutlich kürzere Anbindung an die Ludwig-Süd-Nord-Bahn in Buchloe und die Bahnstrecke Kempten–Neu-Ulm in Memmingen ermöglichen. Ab 1869 gab es Pläne zum Weiterbau der Strecke ab Memmingen über württembergisches Gebiet bis zum Bahnhof Hergatz, um eine kürzere Alternative zur über Kempten führenden Ludwig-Süd-Nord-Bahn zu schaffen. Mit dem Gesetz vom 29. April 1869 genehmigte der Bayerische Landtag die Errichtung von 22 neuen Bahnstrecken, darunter derjenigen von München über Buchloe und Memmingen zur württembergischen Grenze. Mit veranschlagten Baukosten von 13 Millionen Gulden war sie das drittteuerste Projekt des neuen Bahnkonzepts.
Da das Königreich Württemberg die Genehmigung zum Weiterbau ab der Grenze verweigerte, wurde die Strecke vorerst nur bis Memmingen projektiert. Die für die Planungsarbeiten zuständige Bauabteilung der Generaldirektion der Königlichen Verkehrsanstalten legte die Trassenführung vor allem nach wirtschaftlichen und topographischen Kriterien fest: Um auf größere Steigungen verzichten zu können und möglichst wenige aufwendige Kunstbauwerke zu benötigen, sollten einige Stationen weit von den zugehörigen Orten entfernt liegen.
Die Stadt Landsberg am Lech hatte sich bereits ab 1863 für eine Streckenführung über Sandau etwa einen Kilometer nördlich der Landsberger Altstadt eingesetzt. Mit Genehmigung der Generaldirektion der Verkehrsanstalten erstellte die Stadt eine eigene Planung für eine Strecke ab Pasing über Stegen am Ammersee und Landsberg nach Buchloe. Aufgrund der Hochwassergefährdung im Ampermoos und am Ammerseeufer sowie des großen Höhenunterschieds am Steilufer des Lechs bei Sandau lehnten die Verkehrsanstalten diese Trasse jedoch ab. Sie planten stattdessen eine weiter nördlich verlaufende Strecke über Bruck (heute Fürstenfeldbruck) und Grafrath mit einer Lechquerung bei Kaufering, die sie wegen des um 13 Meter geringeren Höhenunterschieds als erheblich kostengünstiger ansahen. Noch 1869 begannen die Detailplanungen an der Trasse von München bis Kaufering. Die Stadt Landsberg forderte jedoch weiterhin eine Lechquerung bei Sandau und bot an, einen Teil der Kosten für diese Streckenführung zu übernehmen. Im Oktober 1870 entschied sich die Generaldirektion der Verkehrsanstalten aus Kostengründen endgültig für die Trassenführung über Kaufering. Zur Anbindung von Landsberg wurde stattdessen eine in Kaufering von der Hauptbahn abzweigende Stichstrecke eingeplant.

### Errichtung und Inbetriebnahme
Für den Bau des Streckenabschnittes München–Buchloe richteten die Verkehrsanstalten zwischen Dezember 1869 und Februar 1870 drei Eisenbahnbausektionen in Bruck, Landsberg und Buchloe ein. Die Bauoberleitung übernahm Eisenbahnbaudirektor Karl von Dyck, ingenieurtechnischer Referent war Alois Röckl. Noch Ende 1869 begannen die ersten Erdarbeiten für den Streckenbau. Die Strecke wurde von Beginn an für zwei Gleise trassiert, zunächst jedoch nur eingleisig ausgeführt. Aufgrund des hügeligen Geländes und der zu querenden Flussläufe waren an mehreren Stellen größere Erdbewegungen und Brückenbauten erforderlich. Bei Bruck mussten der Engelsberg 36 Meter tief angeschnitten und eine 12 Meter hohe Brücke über die Amper errichtet werden.
Die aufwendigsten Arbeiten fanden in der Bausektion Landsberg statt: Bei Kaufering entstand eine 114 Meter lange Brücke über den Lech, die mit Baukosten von 313.000 Gulden das teuerste Bauwerk der Strecke darstellte. Um den Höhenunterschied zwischen dem Hochufer im Osten und den tiefergelegenen Lechauen im Westen auszugleichen, hob die Bausektion Landsberg östlich des Flusses einen zwei Kilometer langen Einschnitt mit einer Maximaltiefe von 15 Metern aus und schüttete in den Lechauen einen zwei Kilometer langen, bis zu 22 Meter hohen Bahndamm auf. Dabei wurden über 400.000 Kubikmeter Aushub bewegt, wofür bis zu 200 Arbeiter im Einsatz waren. Zum Transport des Aushubmaterials vom Ost- zum Westufer diente eine Feldbahn, für welche die Bausektion südlich der eigentlichen Brückenbaustelle behelfsweise eine hölzerne Trestle-Brücke über den Lech errichtete.
Am 1. November 1872 nahmen die Königlich Bayerischen Staatseisenbahnen den ersten 11,81 Kilometer langen Abschnitt von Kaufering nach Buchloe und die Zweigstrecke von Kaufering nach Landsberg in Betrieb. Im März 1873 wurde die Lechbrücke bei Kaufering fertiggestellt; die Belastungsprobe fand am 9. März 1873 statt. Daraufhin konnten die Bayerischen Staatseisenbahnen am 1. Mai 1873 auf dem 56,18 Kilometer langen Abschnitt von München über Pasing nach Kaufering den Betrieb aufnehmen. Die Weiterführung von Buchloe nach Memmingen ging schließlich am 1. Mai 1874 in Betrieb. Die Baukosten für die Gesamtstrecke München–Memmingen einschließlich der Zweigbahn nach Landsberg betrugen 21.839.273 Mark.

### Betrieb bis zum Zweiten Weltkrieg
Bei ihrer Eröffnung waren an der Hauptbahn München–Buchloe sechs Bahnhöfe in Pasing, Bruck, Grafrath, Türkenfeld, Kaufering und Buchloe sowie vier Haltstellen (Haltepunkte) in Aubing, Schwabhausen, Epfenhausen und Igling vorhanden.
Die Strecke hatte von Beginn an ein hohes Verkehrsaufkommen. Zusammen mit der Strecke Buchloe–Lindau war sie Teil der schnellsten Verbindung zwischen München und der Schweiz und wurde daher ab ihrer Eröffnung von internationalen Fern- und Güterzügen befahren. In der Verbindung München–Memmingen konnte sie hingegen aufgrund des fehlenden Weiterbaus ab Memmingen in Richtung Württemberg zunächst nicht die erhoffte Bedeutung erlangen. Mit Eröffnung der Arlbergbahn von Innsbruck nach Bludenz 1884 verlor die Strecke München–Buchloe den internationalen Gütertransitverkehr zwischen Österreich und der Schweiz wieder.

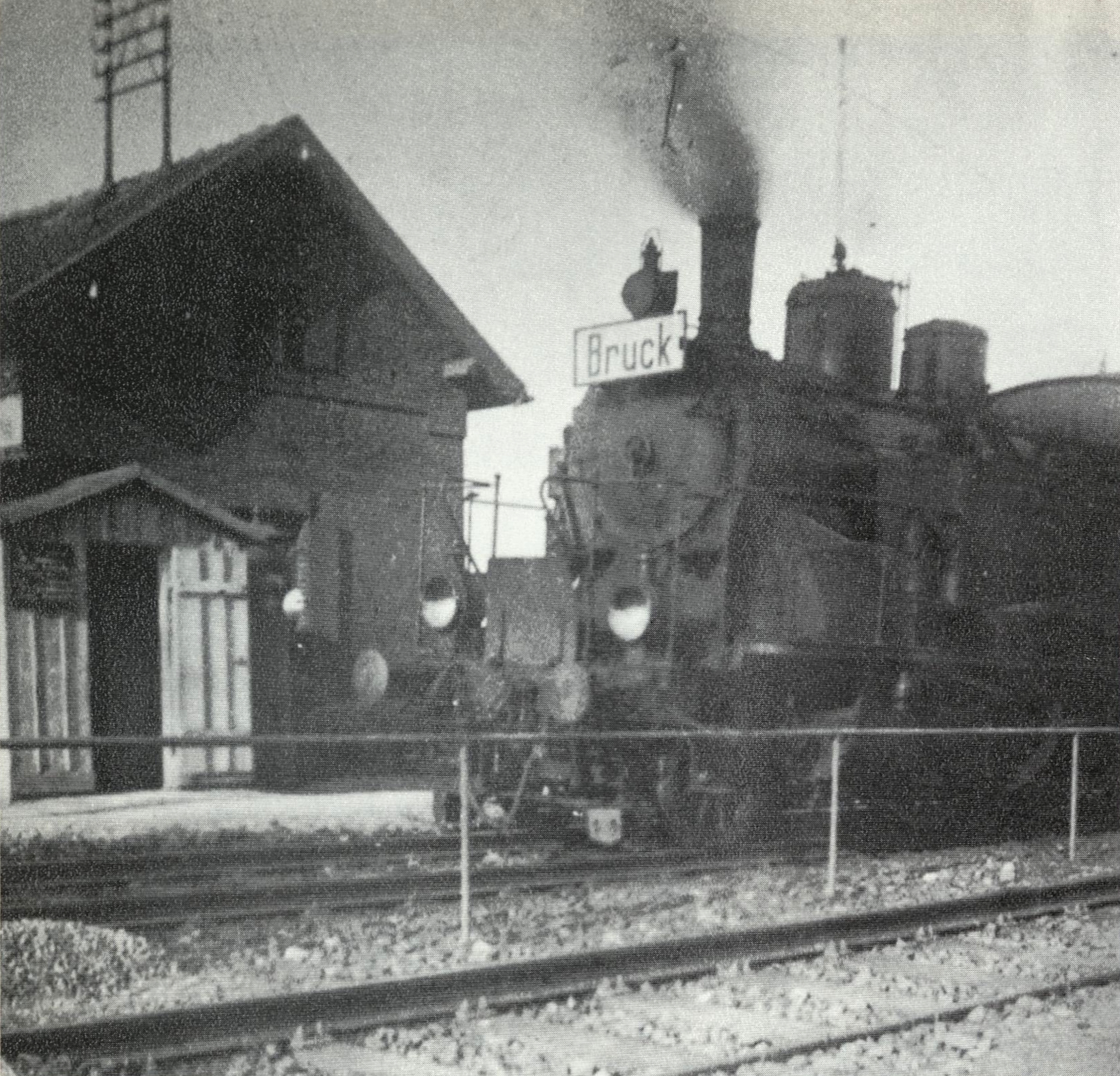
Bayerische Pt 2/4 H mit Vorortzug am Haltepunkt Roggenstein (1915)

Zwischen München und Bruck (seit 1908 Fürstenfeldbruck) führten die Königlich Bayerischen Staatseisenbahnen am 1. Mai 1896 einen Vorortverkehr ein, der der Beförderung von Schülern und Tagespendlern in die Stadt diente. Dafür nahmen sie zwischen den Bahnhöfen Aubing und Bruck die neuen Haltepunkte Puchheim und Roggenstein in Betrieb. Bis zum 1. Mai 1899 erweiterten die Bayerischen Staatseisenbahnen den durch den Vorortverkehr stark ausgelasteten Streckenabschnitt Pasing–Bruck um ein zweites Gleis.
Aufgrund des steigenden Verkehrsaufkommens bauten die Königlich Bayerischen Staatseisenbahnen ab 1905 auch die weitere Strecke zweigleisig aus. Da die Trasse bereits auf ganzer Länge für zwei Gleise vorbereitet war, konnten die Arbeiten innerhalb eines Jahres vollendet werden. Am 21. November 1905 ging das zweite Gleis von Bruck bis Grafrath, am 27. April 1906 von Grafrath bis Türkenfeld, am 28. April von Igling bis Buchloe und am 29. Mai von Türkenfeld bis Epfenhausen in Betrieb. Mit Fertigstellung des verbliebenen Zwischenstücks von Epfenhausen bis Igling war ab dem 29. September 1906 die komplette Strecke zweigleisig befahrbar. Im Zuge des zweigleisigen Ausbaus statteten die Bayerischen Staatseisenbahnen die größeren Zwischenstationen mit Bahnsteigunterführungen anstelle der bisherigen höhengleichen Zugänge aus. Westlich von Geltendorf errichteten sie 1907 eine Unterführung der Bahnstrecke Mering–Weilheim, um diese kreuzungsfrei in den Bahnhof Geltendorf einzuführen.
1939 begann die Dynamit AG (DAG) mit der Errichtung einer Munitionsfabrik südwestlich von Kaufering, die über eine Anschlussbahn an den Bahnhof Kaufering angebunden wurde. Für den erwarteten Anstieg des Güterverkehrs erweiterte die Deutsche Reichsbahn die Gleisanlagen in Kaufering erheblich. Zur Anbindung einer weiteren geplanten Munitionsfabrik bei Igling wurde ab 1939 zwischen Kaufering und Igling ein drittes Gleis südlich der beiden Streckengleise errichtet. Im Laufe des Zweiten Weltkriegs wurden Ende 1940 jedoch die Bauarbeiten an beiden Fabriken abgebrochen und das dritte Gleis daher nicht mehr fertiggestellt. Für den Bau der Bunkeranlagen Weingut II und Diana I im Zuge des Rüstungsprojekts „Ringeltaube“ ab 1944 wurden die bestehenden Anschlussgleise der DAG bis zu den Bunkerbaustellen verlängert und ein zusätzlicher Anschluss an die Hauptbahn zwischen Kaufering und Igling eingerichtet. Beim Bau der Anschlussgleise kamen Häftlinge des KZ-Außenlagerkomplexes Kaufering als Zwangsarbeiter zum Einsatz.
Ende April 1945 beförderte die SS mit dem Herannahen der amerikanischen Truppen die Häftlinge der Kauferinger KZ-Außenlager in Güterwagen über die Bahnstrecke München–Buchloe zum KZ Dachau. Am 27. April 1945 wurde ein Zug mit 3500 Häftlingen bei Schwabhausen von amerikanischen Jagdflugzeugen beschossen und dabei über 100 Häftlinge getötet; weitere Häftlinge wurden auf der Flucht von der SS erschossen. Um das Vorrücken der amerikanischen Soldaten zu verhindern, versuchte die Wehrmacht am 27. April, die Lechbrücke bei Kaufering zu sprengen, wobei die Brücke schwer beschädigt wurde. In der Nacht vom 28. auf den 29. April 1945 sprengte ein Wehrmachtskommando die Amperbrücke bei Fürstenfeldbruck. Bis zum 30. April 1945 wurde die ganze Strecke durch die amerikanischen Truppen eingenommen. Erst im Winter 1945/46 konnte die Deutsche Reichsbahn den durchgehenden Zugverkehr zwischen München und Buchloe – zunächst eingleisig – wiederaufnehmen.

### S-Bahn-Ausbau und Elektrifizierung
Bis Mitte der 1960er Jahre mit Einführung der Diesellokomotive V 200 die Fahrtzeiten zwischen München und Lindau um circa 30 Minuten gesenkt werden konnten, war die Strecke eine Domäne der Dampflokomotiven. So leisteten die ehemaligen bayerischen S 3/6 (spätere Baureihe 18) hier viele Jahrzehnte hochwertige, auch internationale Schnellzugdienste. Noch Ende 1967 war sie im Schnellzug-Dienst eingesetzt.
Ab 1967 baute die Deutsche Bundesbahn den Streckenabschnitt zwischen München und Geltendorf für den geplanten S-Bahn-Betrieb um. Im Sommer 1967 begannen die Bauarbeiten für die Elektrifizierung dieses Abschnittes mit 15 kV, 16 2⁄3 Hz Wechselspannung; es wurde eine Regeloberleitung der Bauart Re 160 errichtet. Am 29. September 1968 nahm die Deutsche Bundesbahn den elektrischen Zugbetrieb mit Nahverkehrszügen zwischen München und Geltendorf auf; die Fahrzeit sank durch die Elektrifizierung von 78 auf 40 Minuten. Außerdem ersetzte die Deutsche Bundesbahn die mechanischen Stellwerke entlang des Abschnittes durch Drucktastenstellwerke und stattete die zukünftigen S-Bahn-Stationen mit neuen 76 cm hohen und 210 m langen Bahnsteigen aus. Am 28. Mai 1972 nahm die S-Bahn München den Betrieb auf. Auf der Linie S 4 verkehrten Züge im 40-Minuten-Takt nach Geltendorf.
Im Abschnitt Geltendorf–Buchloe reduzierte die Deutsche Bundesbahn ab den 1970er Jahren die Reisezughalte in den Stationen Schwabhausen, Epfenhausen und Igling. In Schwabhausen und Epfenhausen waren noch höhengleiche Bahnsteigzugänge vorhanden, die bei Zugdurchfahrten mit bis zu 140 km/h ein Sicherheitsrisiko darstellten. Deshalb und aufgrund des geringen Fahrgastaufkommens stellte die Deutsche Bundesbahn zum 29. September 1985 den Personenverkehr an allen drei Stationen ein.
Um den Verkehr zwischen München und der Schweiz zu beschleunigen, schlossen die Bundesrepublik Deutschland, der Freistaat Bayern, die Schweiz und die Deutsche Bahn am 20. April 2009 den Vertrag zum Ausbau der Verbindung München–Memmingen–Lindau, der unter anderem die Elektrifizierung des noch nicht elektrifizierten Streckenabschnittes Geltendorf–Buchloe vorsah. Am 31. August 2017 erging der Planfeststellungsbeschluss; die Bauarbeiten zur Elektrifizierung begannen am 23. März 2018. Unter fünf Straßenbrücken bei Schwabhausen, Kaufering und Igling senkte die Deutsche Bahn die Streckengleise ab, um Platz für die Oberleitung zu schaffen. Zwischen Kaufering und Buchloe rüstete sie die Strecke bis zum 20. Oktober 2018 für Gleiswechselbetrieb aus. In den Ortsbereichen von Schwabhausen, Igling und Buchloe wurden im Zuge der Arbeiten Lärmschutzwände errichtet. Am 13. Dezember 2020 nahm die Deutsche Bahn den planmäßigen elektrischen Zugbetrieb zwischen Geltendorf und Buchloe auf.
Zur Steigerung der Streckenkapazität im Raum München wurde der Bau zusätzlicher Gleise diskutiert. Das bayerische Innenministerium erklärte 2014 einen dreigleisigen Ausbau bis Eichenau für ausreichend. Außerdem sind eine viergleisige, höhenfreie Ausfädelung aus dem Bahnhof München-Pasing und ein barrierefreier Ausbau der Zwischenstationen vorgesehen. Im Rahmen des dritten Gutachterentwurfs des Deutschlandtakts ist ein viergleisiger Ausbau zwischen Eichenau und Pasing unterstellt. Dafür sind zum Preisstand von 2019 Investitionen von 339 Millionen Euro veranschlagt.
Im Rahmen des Projektes „Bahnausbau Region München“ durchgeführte Gutachten befanden im Juli neue Vorhaben für positiv: So wurde eine Erweiterung des Bahnhofs in Fürstenfeldbruck auf vier Gleise zusammen mit dem Bau eines zweiten Fußgängertunnels empfohlen. Ebenfalls soll ein neuer Bahnhalt in Emmering geplant sein. Im Zusammenhang dieser Gutachten wird von einem viergleisigen Ausbau zwischen Pasing und Fürstenfeldbruck gesprochen.

## Streckenbeschreibung

### Verlauf

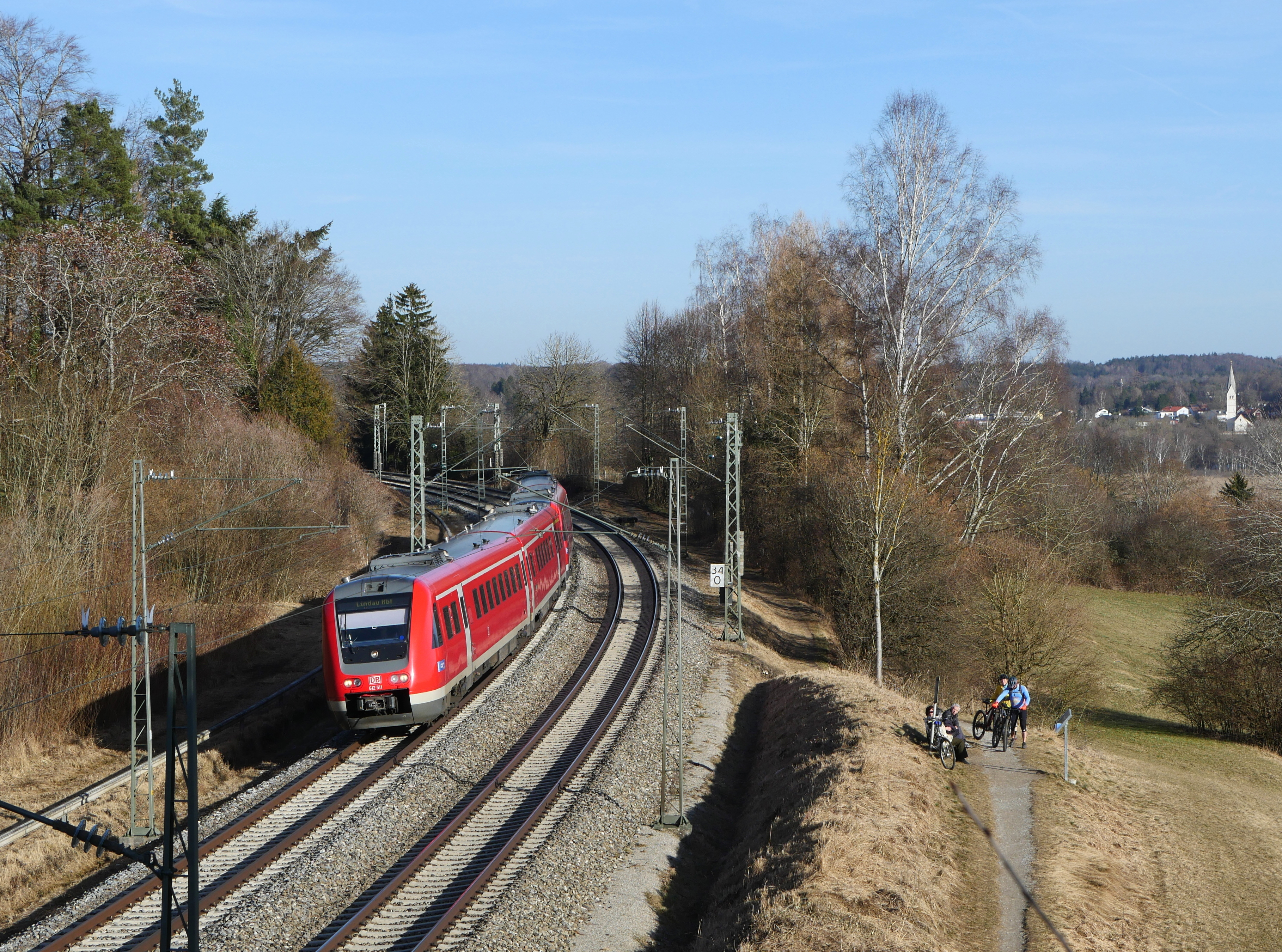
Dieseltriebwagen der Baureihe 612 in einer Kurve westlich von Grafrath (2021)

Die Hauptbahn München–Buchloe beginnt bei Kilometer 7,4 im Bahnhof München-Pasing; Ausgangspunkt der Streckenkilometrierung ist München Hbf. Im Westkopf des Bahnhofs Pasing zweigen zunächst zwei eingleisige Strecken aus der Bahnstrecke München–Garmisch-Partenkirchen und der Vorortbahn München–Gauting ab, die sich im Bahnhofsteil München-Pasing West zu einer zweigleisigen Strecke vereinigen. Zudem mündet in Pasing West eine eingleisige Verbindungsstrecke von der Nordseite des Bahnhofs Pasing ein. Die Strecke führt geradlinig nach Westen durch den Münchner Stadtteil Aubing, schwenkt am Ende des Ortsgebietes nach Nordwesten und durchquert das Waldgebiet Aubinger Lohe und die Siedlung Puchheim-Bahnhof. Hinter Eichenau biegt sie am Gutshof Roggenstein nach Südwesten ab und trifft auf die Trasse des Münchner Nordrings, der von 1939 bis 1949 an der Abzweigstelle Steinwerk bei Kilometer 20,1 von der Strecke München–Buchloe abzweigte. Südlich an Emmering vorbeiführend, erreicht sie den Bahnhof Fürstenfeldbruck am Südrand von Bruck. In mehreren Kurven führt die Strecke zwischen dem Kloster Fürstenfeld und dem durch die Trasse angeschnittenen Engelsberg hindurch. Sie überquert die Amper und verläuft nun wieder geradlinig und stetig ansteigend nach Südwesten durch den Fürstenfeldbrucker Ortsteil Buchenau und ein ausgedehntes Waldgebiet bis Grafrath. Nach dem Bahnhof Grafrath bei Kilometer 32,3 führt die Trasse in mehreren langgezogenen Gleisbögen nördlich am Ampermoos und an Kottgeisering vorbei und überwindet im Ortsgebiet von Türkenfeld die Wasserscheide zwischen Amper und Lech auf einer Höhe von 600 Metern über Normalhöhennull. Ab dem Bahnhof Türkenfeld verläuft die Strecke mit leichtem Gefälle nach Westen und trifft am Ostkopf des Bahnhofs Geltendorf bei Kilometer 42,1 auf die von Süden kommende Bahnstrecke Mering–Weilheim.
Westlich des Bahnhofs Geltendorf überquert die Strecke München–Buchloe mit einem Brückenbauwerk die Strecke nach Mering, führt auf einem hohen Bahndamm über den Weihergraben und weitgehend geradlinig weiter durch ein Waldgebiet nach Schwabhausen. Zwischen Schwabhausen und Epfenhausen biegt die Trasse wieder in Richtung Südwesten ab. Am ehemaligen Bahnhof Epfenhausen, heute nur noch Ausweichanschlussstelle, zweigt eine Anschlussbahn zum südlich der Strecke gelegenen Fliegerhorst Landsberg/Lech ab. In einem zwei Kilometer langen und bis zu 15 Meter tiefen Einschnitt führt die Strecke südlich an Altkaufering vorbei und überquert auf einer 114 Meter langen Brücke den Lech. Über einen Bahndamm erreicht sie am Südrand von Neukaufering bei Kilometer 56,2 den Bahnhof Kaufering, an dem die Nebenbahnen nach Landsberg und nach Bobingen abzweigen. Stetig ansteigend führt die Strecke nördlich an der Welfenkaserne vorbei, passiert den Ort Igling südlich und überquert die Singold. Geradlinig über mehrere Bahndämme nach Südwesten verlaufend, erreicht sie auf der Wasserscheide zwischen Singold und Wertach ihren höchsten Punkt mit 621 Metern über Normalhöhennull. Nun wieder abfallend tritt die Trasse in das Ortsgebiet von Buchloe ein und führt auf einer Brücke über die Gennach. Am Ende der Brücke biegt sie nach Süden ab, trifft auf die von Norden kommende Hauptbahn Augsburg–Buchloe und erreicht gemeinsam mit dieser den Bahnhof Buchloe, in dem sie bei Kilometer 68,0 endet. Buchloe ist Ausgangspunkt der weiter ins Allgäu führenden Hauptbahnen Buchloe–Lindau und Buchloe–Memmingen.

### Betriebsstellen

#### München-Pasing
Der Bahnhof München-Pasing (Lage) wurde 1840 als Haltepunkt Pasing an der Bahnstrecke München–Augsburg eröffnet. Mit der Errichtung der Strecke nach Starnberg wurde der Haltepunkt 1854 zu einem Bahnhof ausgebaut und mit dem Bau der Strecke nach Buchloe bis 1873 erneut erweitert. Zwischen 1895 und 1903 ergänzten die Bayerischen Staatseisenbahnen den Bahnknoten um die Vorortbahn von München nach Gauting und eine Lokalbahn nach Herrsching. Westlich des Bahnhofs errichtete die Deutsche Reichsbahn von 1938 bis 1942 den Abstellbahnhof München-Pasing Bbf. Der Bahnhof München-Pasing ist Fernverkehrshalt und seit 1972 Endpunkt der Münchner S-Bahn-Stammstrecke.

#### München Leienfelsstraße
Der Haltepunkt München Leienfelsstraße (Lage) im Osten des Münchner Stadtteils Aubing ging am 27. September 1970 unter dem Namen Leienfelsstraße in Betrieb. Zur Aufnahme des S-Bahn-Betriebs benannte die Deutsche Bundesbahn den Haltepunkt am 27. Mai 1972 in München Leienfelsstraße um. Er ist mit zwei Seitenbahnsteigen ausgestattet, die über eine Unterführung miteinander verbunden sind.

#### München-Aubing

Bahnhof München-Aubing (vor 1914)

Der ehemalige Bahnhof und heutige Haltepunkt München-Aubing (Lage) liegt zwischen den Stadtteilen Aubing und Neuaubing am Westrand des Münchner Stadtgebiets. Er wurde als Haltstelle Aubing mit der Strecke eröffnet und war mit einem zweigeschossigen Haltstellgebäude ausgestattet. Ab 1874 war im Empfangsgebäude eine Postexpedition untergebracht. Später bauten die Bayerischen Staatseisenbahnen die Haltstelle zum Bahnhof aus und errichteten zwei beidseitig angebundene Ladegleise mit Güterschuppen und zwei Wechselwärterhäuser an den Stationsenden. Mit dem zweigleisigen Streckenausbau wurde das Empfangsgebäude 1899 um acht Meter nach Westen verlängert und um ein drittes Geschoss aufgestockt. Ab 1940 war ein Gleisanschluss zur Fernmeldewerkstätte München-Aubing vorhanden.
Ende der 1960er Jahre baute die Deutsche Bundesbahn den Bahnhof Aubing für den S-Bahn-Betrieb um und ersetzte den bisherigen Haus- und den Zwischenbahnsteig durch einen neuen, überdachten Mittelbahnsteig, der über eine Unterführung erreichbar ist. Der Bahnhof wurde zu einer Halte- und Ausweichanschlussstelle zurückgebaut und erhielt zum 23. Mai 1971 den neuen Namen München-Aubing. Ab Aufnahme des S-Bahn-Betriebs 1972 wurde Aubing nur noch durch S-Bahn-Züge bedient. Das Empfangsgebäude wurde 1978 abgebrochen. Ende der 1980er Jahre stellte die Deutsche Bundesbahn den örtlichen Güterverkehr ein. Mit dem Rückbau des Gleisanschlusses zur 2003 geschlossenen Fernmeldewerkstätte wurde die Haltestelle zum Haltepunkt. Der nicht mehr genutzte Güterschuppen und die beiden Wechselwärterhäuser sind noch erhalten.

#### Puchheim
Der Bahnhof Puchheim (Lage) wurde am 1. Mai 1896 als Haltepunkt des neueingerichteten Vorortverkehrs in Betrieb genommen. Er befand sich weit außerhalb an einem Schrankenposten auf freiem Feld, drei Kilometer nördlich des alten Dorfes Puchheim; um die Bahnstation entstand die neue Siedlung Puchheim-Bahnhof. 1898 errichtete die Hausmüllverwertung München bei Puchheim eine Müllsortieranlage, die mit einem Gleisanschluss an die Bahnstrecke angebunden wurde. Dafür bauten die Bayerischen Staatseisenbahnen den Haltepunkt Puchheim zum Bahnhof mit drei Hauptgleisen und mehreren Nebengleisen aus, errichteten ein zweigeschossiges Empfangsgebäude und zwei Wechselwärterhäuser an den Bahnhofsenden. Neben dem Anschluss zur Müllsortieranlage, der bis 1948 genutzt wurde, wurden in der Folgezeit weitere Gleisanschlüsse eingerichtet.
Ab 1969 baute die Deutsche Bundesbahn den Bahnhof für den S-Bahn-Betrieb aus und errichtete zwischen den durchgehenden Hauptgleisen einen neuen, überdachten Mittelbahnsteig mit Personenunterführung. Das alte Empfangsgebäude wurde 1971 abgerissen und durch ein eingeschossiges Gebäude mit Flachdach ersetzt, in dem ein Warteraum und ein Drucktastenstellwerk untergebracht sind. Um Überholungen im Bahnhof zu vereinfachen, gestaltete die Deutsche Bundesbahn von 1986 bis 1988 die Gleisanlagen um und erhöhte den Hausbahnsteig, sodass seitdem alle drei Bahnsteiggleise für den S-Bahn-Verkehr nutzbar sind. Zugleich wurden der westlich der Bahnsteige gelegene Bahnübergang und die bisherige Unterführung durch eine neue Fußgängerunterführung mit Zugang zu den Bahnsteigen ersetzt.

#### Eichenau (Oberbay)

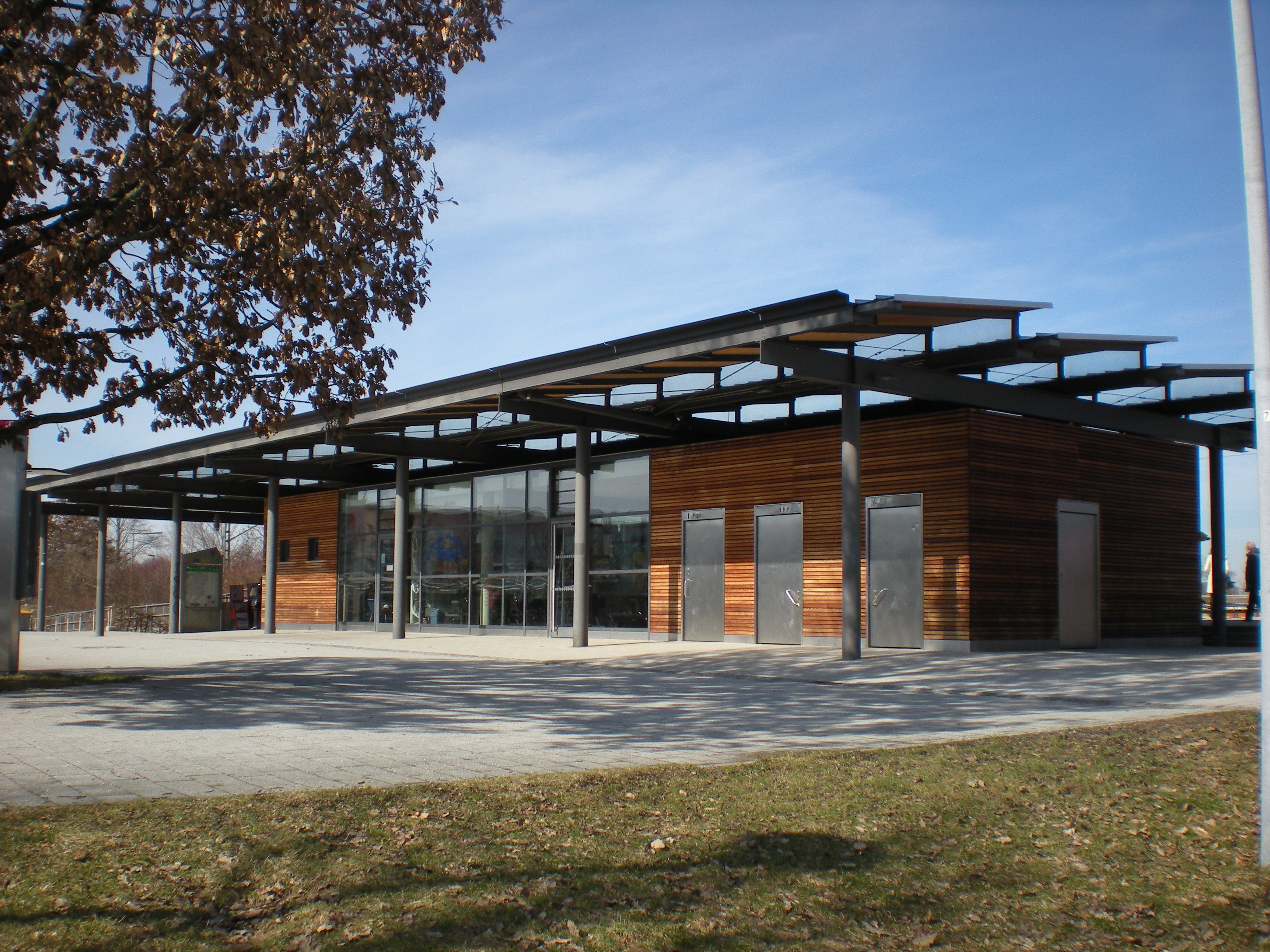
Empfangsgebäude des Haltepunkts Eichenau (2013)

Der Haltepunkt Eichenau (Oberbay) (Lage) befindet sich am nördlichen Ortsrand von Eichenau. Die Deutsche Reichsbahn errichtete den Haltepunkt ab 1934 als Ersatz für den abseits der neuen Siedlung Eichenau gelegenen Haltepunkt Roggenstein und nahm ihn am 15. Mai 1935 unter dem Namen Eichenau in Betrieb. Er erhielt ein eingeschossiges Empfangsgebäude mit Walmdach und zwei Seitenbahnsteige mit hölzernen Bahnsteigdächern, die durch eine Personenunterführung miteinander verbunden sind. Im Januar 1941 benannte die Deutsche Reichsbahn den Haltepunkt in Eichenau (Oberbay) um. Für den geplanten S-Bahn-Verkehr erhöhte die Deutsche Bundesbahn um 1968 die Bahnsteige unter Beibehaltung der alten Bahnsteigdächer. Bis August 1973 waren im Empfangsgebäude eine Bahnagentur und eine Expressgutannahme vorhanden; seitdem ist der Haltepunkt nicht mehr besetzt. Anfang der 2000er Jahre wurde das alte Empfangsgebäude abgebrochen und bis Juni 2004 durch einen Neubau ersetzt.

#### Roggenstein
Der Haltepunkt Roggenstein (Lage) bei Kilometer 18,5 ging am 1. Mai 1896 mit Aufnahme des Vorortverkehrs in Betrieb. Er entstand am Schrankenposten 5 nördlich des Hofguts Roggenstein auf dem Gemeindegebiet von Emmering. Der Haltepunkt erhielt eine sehr einfache Ausstattung; als Stationsgebäude diente das Gebäude des Schrankenpostens. Zum 14. Mai 1935 ließ die Deutsche Reichsbahn den Haltepunkt auf und ersetzte ihn durch den 600 Meter weiter östlich gelegenen Haltepunkt Eichenau.

#### Steinwerk
Die Abzweigstelle Steinwerk (Lage) auf dem Gemeindegebiet von Emmering wurde am 2. Oktober 1939 in Betrieb genommen. Hier zweigte der nur im Güterverkehr genutzte Münchner Nordring nach München-Trudering höhengleich von der Strecke München–Buchloe ab. Mit der Stilllegung des westlichen Nordring-Abschnittes wurde die Abzweigstelle zum 15. Mai 1949 in eine Blockstelle umgewandelt. Am 21. April 1976 ließ die Deutsche Bundesbahn die Blockstelle auf.

#### Fürstenfeldbruck

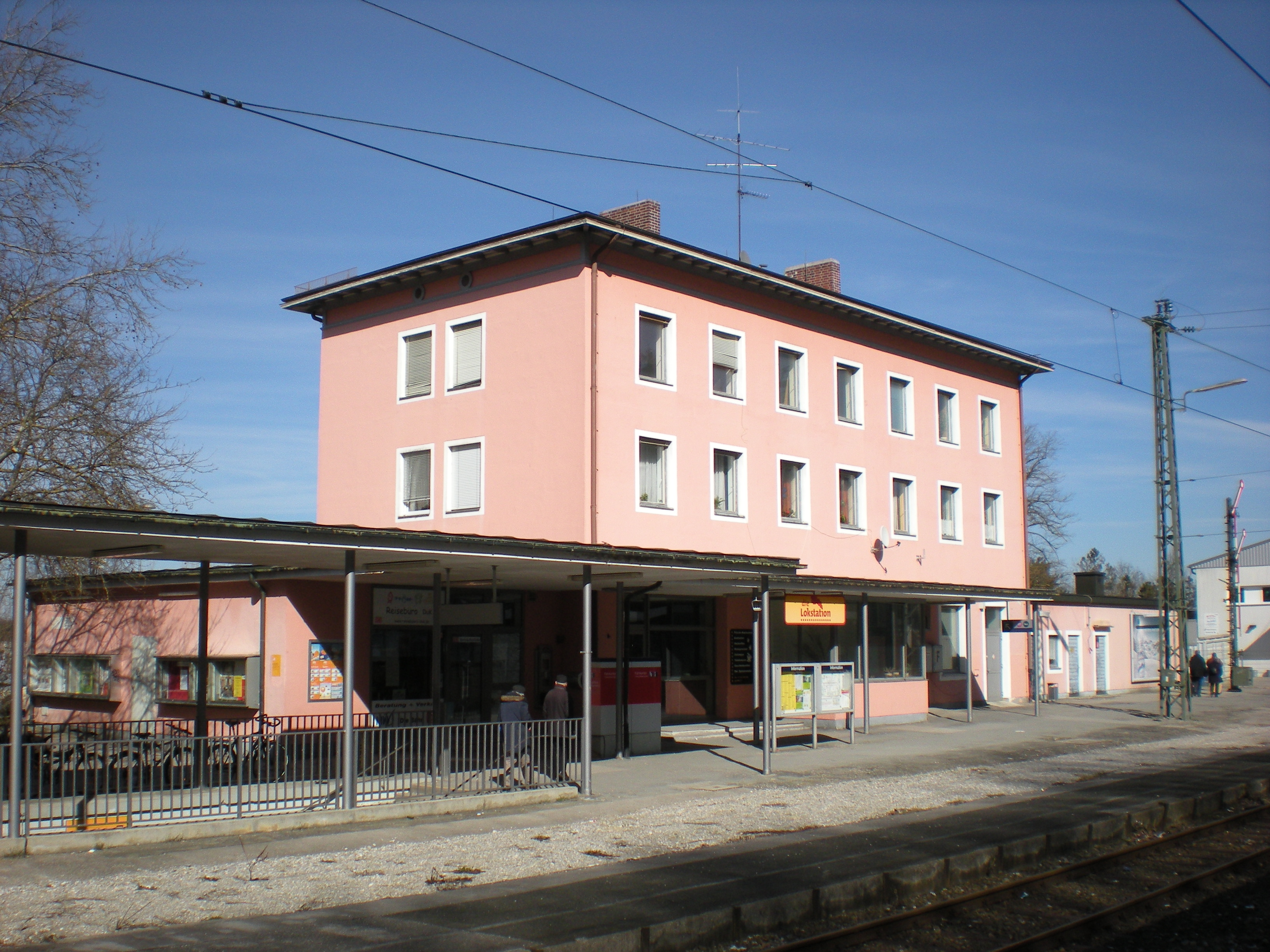
Empfangsgebäude des Bahnhofs Fürstenfeldbruck (2013)

Der Bahnhof Fürstenfeldbruck (Lage) liegt am südlichen Stadtrand von Fürstenfeldbruck, etwa einen Kilometer östlich des Klosters Fürstenfeld. Er wurde als Ausweich- und Wasserstation unter dem Namen Bruck eröffnet und war mit einem dreigeschossigen Empfangsgebäude, einem Güterschuppen, einer Wagenremise und einem Wasserhaus ausgestattet. Mit dem zweigleisigen Streckenausbau erhielt der Bahnhof einen überdachten Mittelbahnsteig zwischen den durchgehenden Hauptgleisen, der über einen Personentunnel mit dem Empfangsgebäude verbunden war. Nachdem der Bahnhof zwischenzeitlich den Namen Bruck b. München getragen hatte; benannten ihn die Bayerischen Staatseisenbahnen zum 1. Oktober 1908 in Fürstenfeldbruck um.

#### Buchenau (Oberbay)
Der Bahnhof Buchenau (Oberbay) (Lage) wurde am 2. Oktober 1949 als unbesetzter Haltepunkt zur Erschließung der Fürstenfeldbrucker Siedlung Buchenau eingerichtet. Um auf dem stadtnahen Streckenabschnitt einen ganztägigen 20-Minuten-Takt im S-Bahn-Verkehr zu ermöglichen, baute die Deutsche Bundesbahn den Haltepunkt Buchenau in den 1980er Jahren zum Bahnhof mit Wendeanlage aus, der am 2. November 1987 in Betrieb ging. Seitdem ist der Bahnhof mit drei Bahnsteiggleisen, die zunächst an einem Seiten- und einem Mittelbahnsteig lagen, und einem Abstellgleis für die in Buchenau wendenden S-Bahn-Züge ausgestattet. Von 2019 bis 2020 baute die Deutsche Bahn den Bahnhof barrierefrei aus; dabei baute sie den Mittelbahnsteig auf eine Bahnsteigkante an Gleis 2 zurück und errichtete an Gleis 3 einen neuen Seitenbahnsteig.

#### Schöngeising
Der ehemalige Bahnhof und heutige Haltepunkt Schöngeising (Lage) befindet sich inmitten eines Waldgebiets, 400 Meter nordwestlich des Ortsgebiets von Schöngeising. Die Bayerischen Staatseisenbahnen nahmen den Haltepunkt am 1. Dezember 1893 in Betrieb. Er ist mit zwei Seitenbahnsteigen ausgestattet.

#### Grafrath

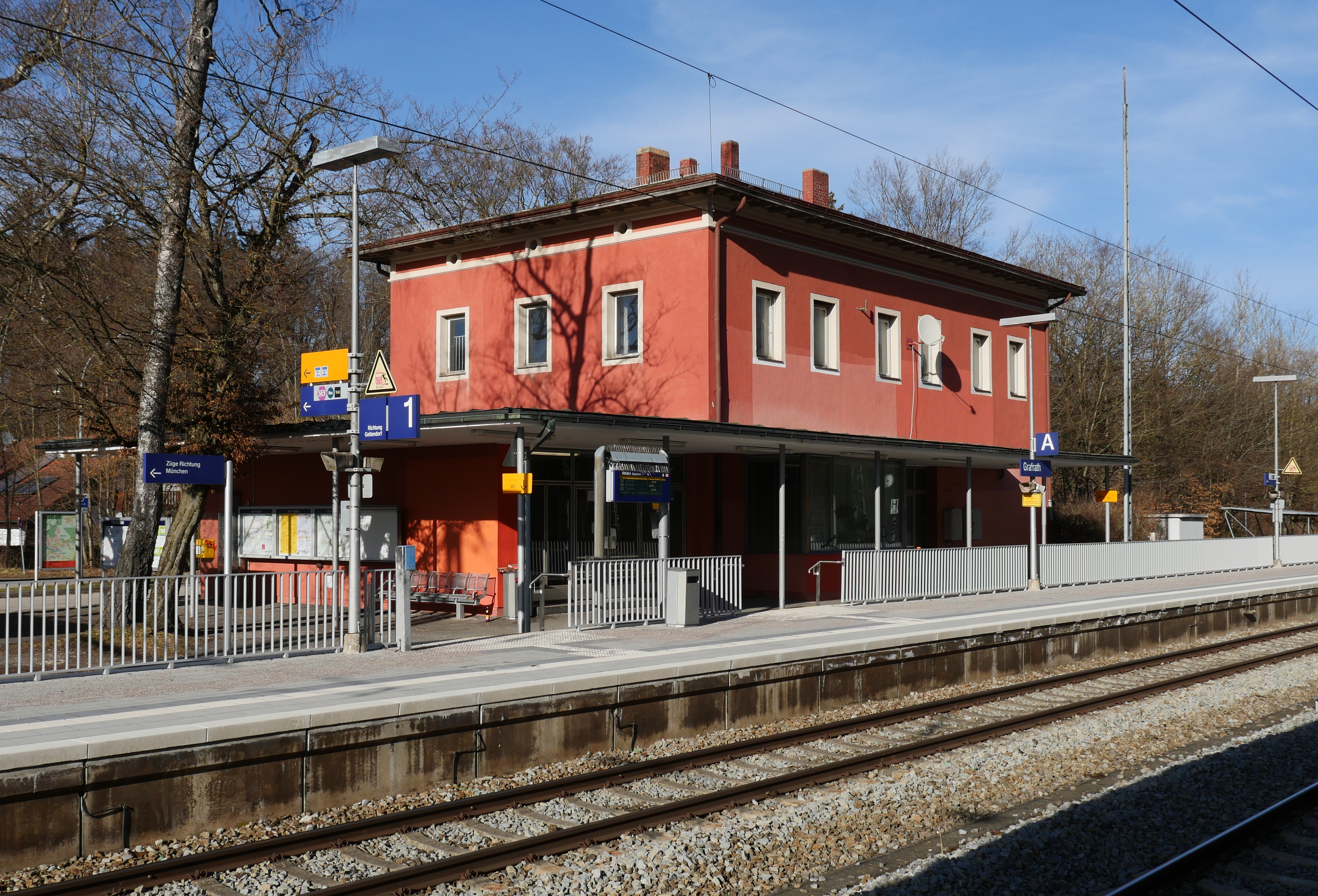
Empfangsgebäude des Bahnhofs Grafrath (2021)

Der Bahnhof Grafrath (Lage) liegt einen Kilometer nördlich des Grafrather Ortszentrums, direkt nordwestlich des Forstlichen Versuchsgartens Grafrath. Bei seiner Eröffnung war er mit einem zweigeschossigen Empfangsgebäude mit anschließender halboffener Wartehalle, einem Güterschuppen östlich davon und zwei Wechselwärterhäusern an den Einfahrweichen ausgestattet. Neben dem durchgehenden Hauptgleis gab es ein Ausweichgleis und am Güterschuppen ein Ladegleis mit Laderampe und Gleiswaage. Durch seine Nähe zur Wallfahrtskirche St. Rasso und die Umstiegsmöglichkeit zu den Schiffen auf der Amper zum Ammersee war der Bahnhof im Ausflugsverkehr von Bedeutung. Im Zuge des zweigleisigen Streckenausbaus errichteten die Bayerischen Staatseisenbahnen 1905 ein Überholgleis zwischen den beiden durchgehenden Hauptgleisen und einen Mittelbahnsteig, der über eine Unterführung mit dem Hausbahnsteig verbunden war. Zudem erhielt der Bahnhof im Westen ein Abstellgleis und im Osten ein zweites Ladegleis.
Für den S-Bahn-Betrieb ersetzte die Deutsche Bundesbahn 1971 den bisherigen Haus- und Mittelbahnsteig durch neue Hochbahnsteige. 1980 brach die Deutsche Bundesbahn den Güterschuppen und die beiden Ladegleise ab und errichtete an ihrer Stelle einen Parkplatz. Ab Juni 1984 hielten in Grafrath keine über Geltendorf hinauslaufenden Regionalzüge mehr, seitdem wird der Bahnhof nur noch durch S-Bahn-Züge bedient. Nach dem Abzug des Fahrdienstleiters ist der Bahnhof seit dem 30. April 1990 nicht mehr besetzt. Das Abstellgleis im Westen des Bahnhofs wurde als letztes verbliebenes Nebengleis im März 1997 abgebaut. Das Empfangsgebäude und die Wechselwärterhäuser sind, ebenso wie zwei Dienstwohngebäude aus der Zeit um 1900, erhalten.

#### Türkenfeld

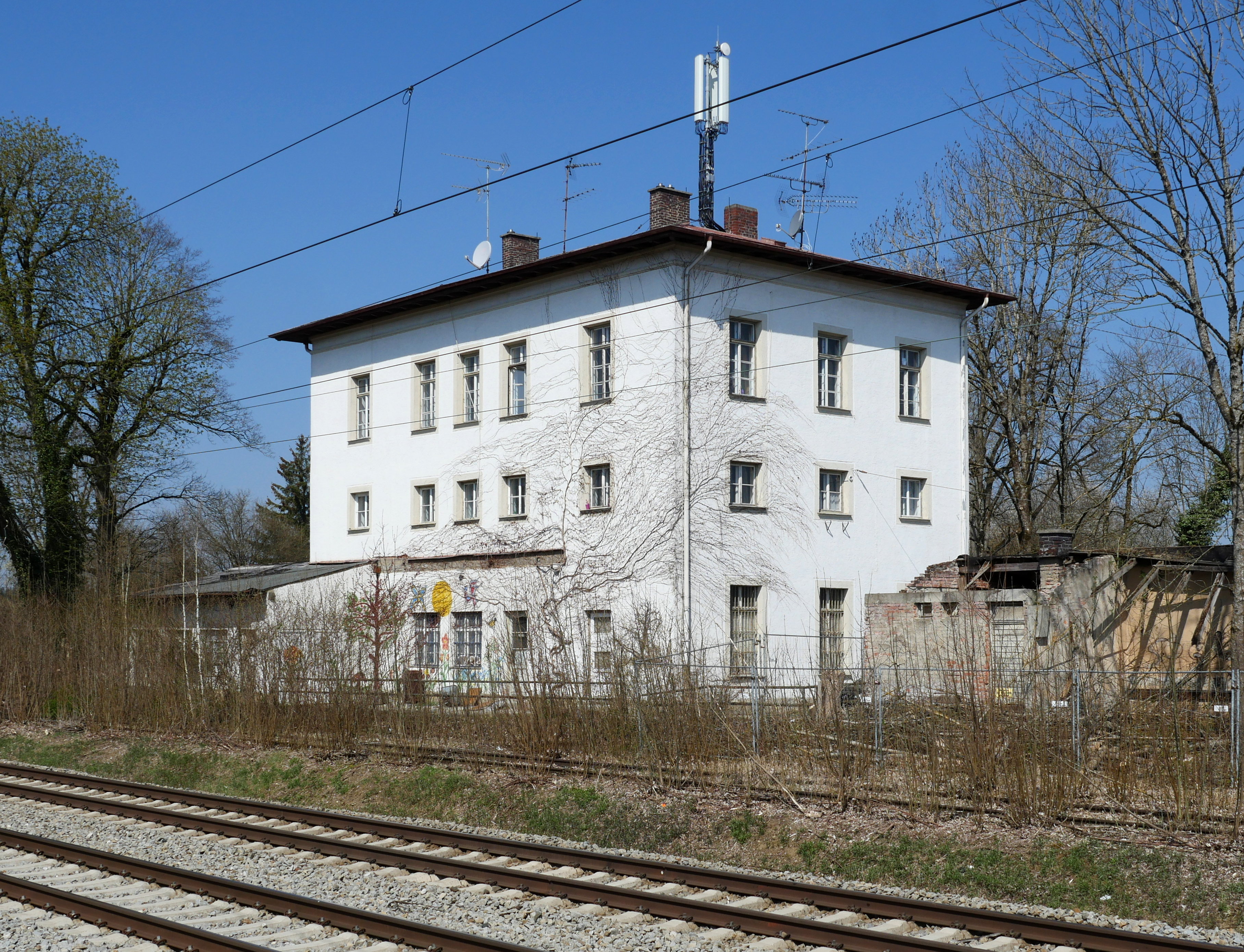
Empfangsgebäude des Bahnhofs Türkenfeld (2021)

Der ehemalige Bahnhof und heutige Haltepunkt Türkenfeld (Lage) befindet sich im Westen von Türkenfeld. Bei seiner Eröffnung war der Bahnhof als Ausweich- und Wasserstation mit einem dreigeschossigen Empfangsgebäude, einem Güterschuppen mit Laderampe, einem Wasserhaus und je einem Wechselwärterhaus am westlichen und östlichen Stationsende ausgestattet. Zudem war er Sitz einer Bahnmeisterei. 1898 verlegten die Bayerischen Staatseisenbahnen die Wasserstation und die Bahnmeisterei zum neueröffneten Kreuzungsbahnhof Geltendorf.
Bis etwa 1970 war neben den beiden durchgehenden Hauptgleisen ein beidseitig angebundenes Ladegleis vorhanden, von dem ein Stumpfgleis zum Güterschuppen und zu einem Lagerhaus der BayWa abzweigte. Für den S-Bahn-Verkehr errichtete die Deutsche Bundesbahn um 1970 anstelle der bisherigen Schüttbahnsteige zwei neue, nach Osten versetzte Seitenbahnsteige, die durch eine Unterführung verbunden sind. Zugleich baute sie die Ladegleise auf ein einseitig nach Westen angebundenes Stumpfgleis mit Umfahrgleis zurück und gliederte den Bahnhof Türkenfeld als Bahnhofsteil an den Bahnhof Geltendorf an. Nach der Einstellung des Güterverkehrs zum BayWa-Lagerhaus legte die Deutsche Bundesbahn das Ladegleis 1992 still und wandelte den Bahnhofsteil in einen Haltepunkt um. Das ehemalige Empfangsgebäude ist erhalten und wird privat genutzt.

#### Geltendorf
Der Bahnhof Geltendorf (Lage) ging am 30. Juni 1898 als Kreuzungsbahnhof mit der zeitgleich eröffneten Lokalbahn Mering–Weilheim in Betrieb. Er war Wasserstation und Sitz von zwei Bahnmeistereien. Der Bahnhof hat sechs Hauptgleise; die Ortsgütergleise und einige Abstellgleise wurden nach 2000 zurückgebaut. Seit 1972 ist Geltendorf Endstation der S-Bahn München.

#### Schwabhausen (b Landsberg/Lech)

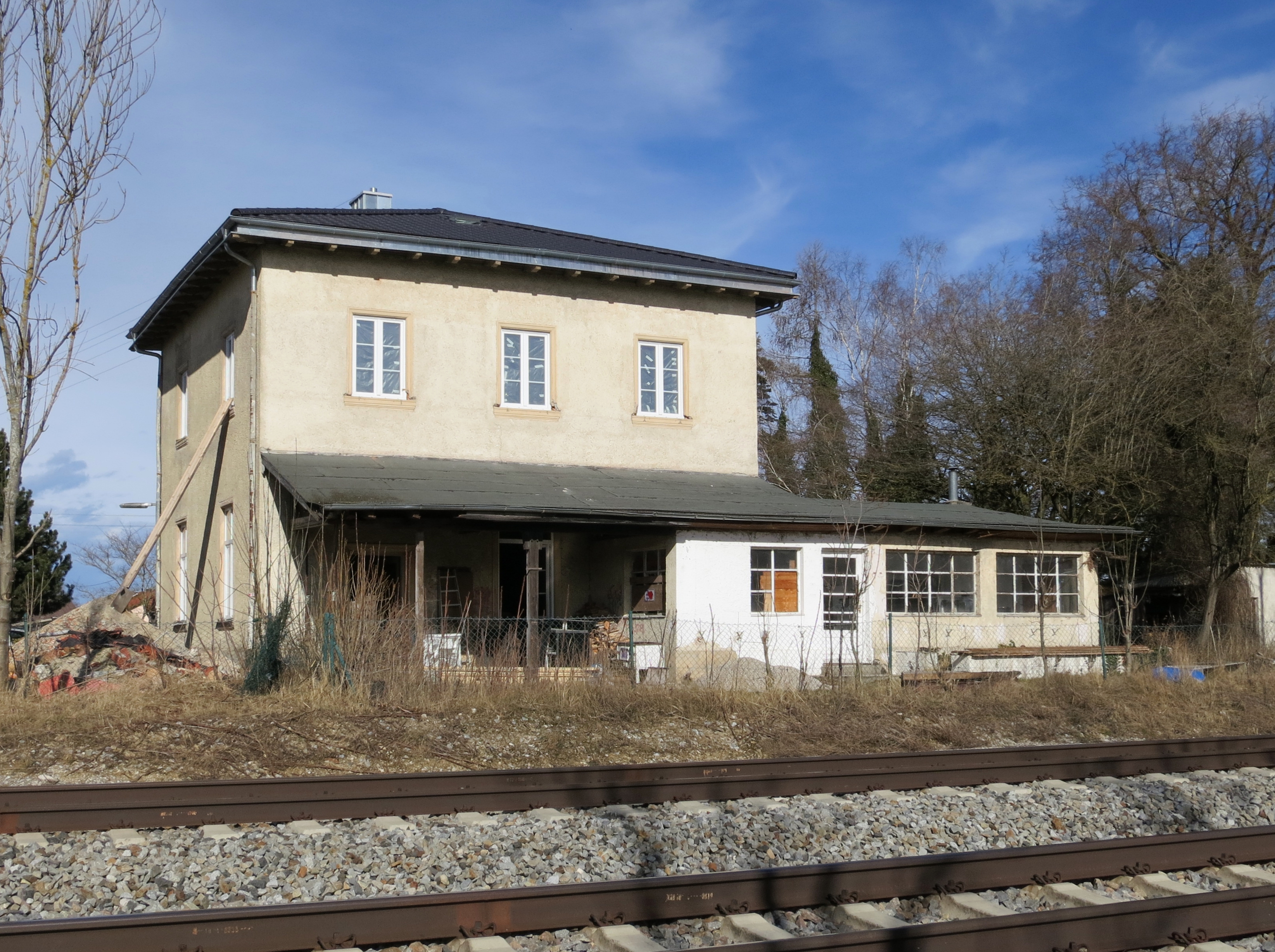
Empfangsgebäude des Bahnhofs Schwabhausen (2014)

Der Bahnhof Schwabhausen (b Landsberg/Lech) (Lage) befand sich am südlichen Ortsrand von Schwabhausen in der Gemeinde Weil. Er ging als einfache Haltstelle in Betrieb und war mit einem zweigeschossigen Haltstellgebäude ausgestattet. Später bauten die Bayerischen Staatseisenbahnen die Haltstelle zum Bahnhof aus und errichteten zwei Ladegleise mit einem Güterschuppen und einer Laderampe westlich des Stationsgebäudes sowie zwei Wechselwärterhäuser an den Stationsenden. Im örtlichen Güterverkehr wurde ein Lagerhaus der BayWa bedient.
Anfang der 1980er Jahre wurde der Bahnhof in eine Haltestelle umgewandelt. Zum 29. Mai 1985 stellte die Deutsche Bundesbahn aufgrund zu geringer Reisendenzahlen den Personenverkehr in Schwabhausen ein. Zuletzt wurde das Ladegleis noch zur Verladung von Zuckerrüben genutzt, bevor die Bedienung im Güterverkehr im Dezember 1992 endete. Kurz darauf wurden die Weichen zu den Ladegleisen entfernt und die Betriebsstelle damit aufgelassen. Das ehemalige Empfangsgebäude befindet sich in Privateigentum und wird als Wohnhaus genutzt.

#### Epfenhausen

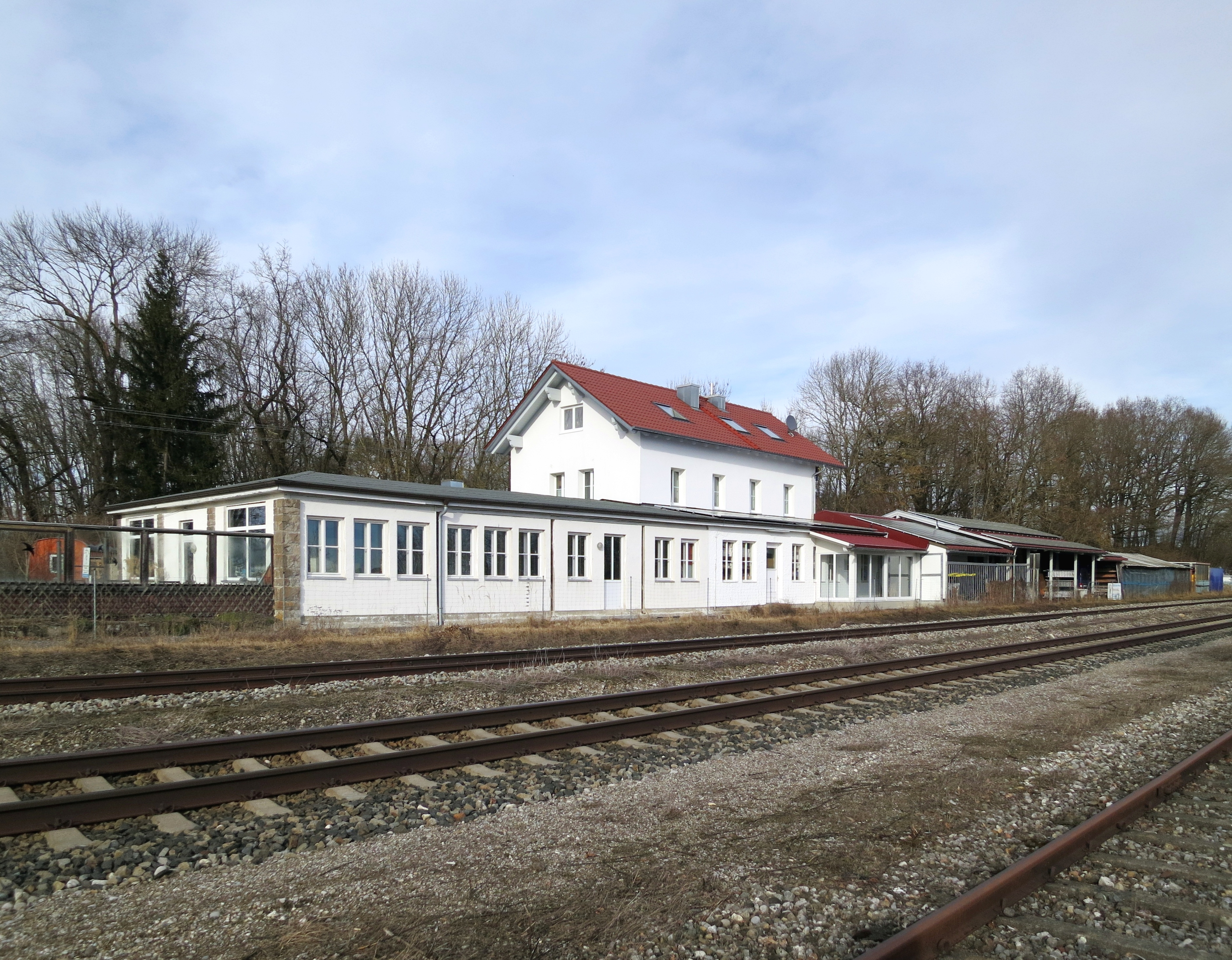
Empfangsgebäude des Bahnhofs Epfenhausen (2014)

Der Bahnhof Epfenhausen (Lage) lag zwischen den Orten Epfenhausen und Untermühlhausen auf dem Gebiet der Gemeinde Penzing. Er ging 1873 als Haltstelle in Betrieb und wurde später zum Bahnhof ausgebaut. 1936 erweiterte die Deutsche Reichsbahn den Bahnhof um einen Gleisanschluss zum Fliegerhorst Landsberg/Lech. Anfang der 1980er Jahre baute die Deutsche Bundesbahn den Bahnhof zu einer Haltestelle zurück. 1985 wurde der Personenverkehr und 1994 der örtliche Güterverkehr in Epfenhausen eingestellt. Die verbliebene Ausweichanschlussstelle Epfenhausen dient nur noch der Bedienung des Gleisanschlusses.

#### Kaufering
Der Bahnhof Kaufering (Lage) befindet sich am Südrand von Neukaufering, etwa zwei Kilometer westlich des alten Kauferinger Ortskerns am anderen Lechufer. Der Bahnhof wurde 1872 mit dem Streckenabschnitt Kaufering–Buchloe und der Zweigbahn Kaufering–Landsberg eröffnet. Mit der Fertigstellung der Hauptbahn 1873 wurde er zum Trennungsbahnhof und mit der Inbetriebnahme der Strecke Bobingen–Kaufering 1877 zum Kreuzungsbahnhof. Der Bahnhof war Wasser- und Lokomotivstation sowie Sitz einer Bahnmeisterei. Er hatte bis in die 2000er Jahre umfangreiche Gütergleisanlagen und verfügt über mehrere Gleisanschlüsse.

#### Igling

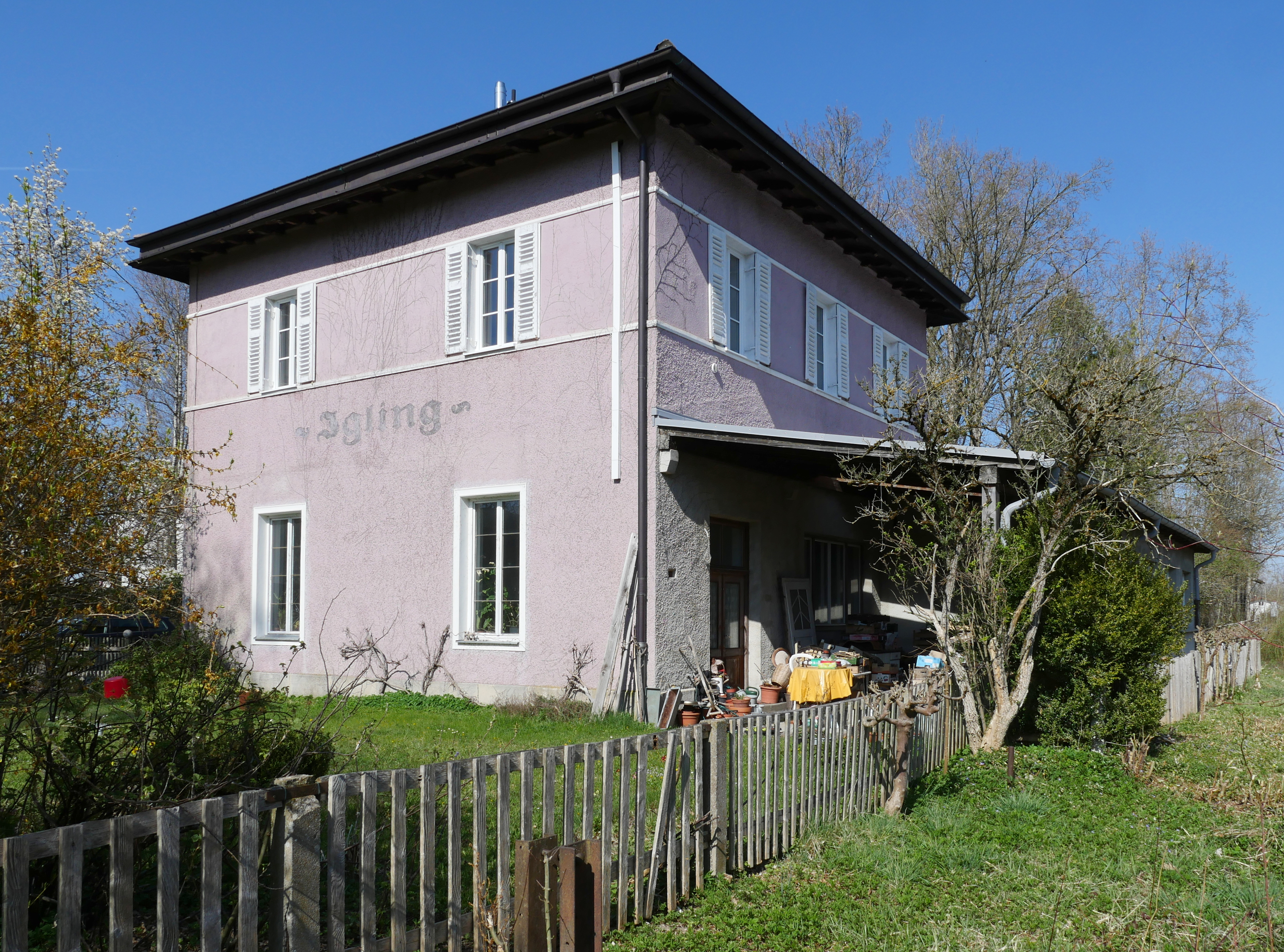
Empfangsgebäude des Bahnhofs Igling (2021)

Der Bahnhof Igling (Lage) im Südwesten von Oberigling wurde mit dem Streckenbau als einfache Haltstelle errichtet und war mit einem zweigeschossigen Haltstellgebäude ausgestattet. Später bauten die Bayerischen Staatseisenbahnen die Haltstelle zum Bahnhof aus. Dabei erhielt er zwei beidseitig angebundene Ladegleise, einem Güterschuppen, eine Laderampe und zwei Wechselwärterhäuser an den Einfahrten.
Die Deutsche Bundesbahn stellte 1961 den Stückgutverkehr in Igling ein. 1969 stufte sie den Bahnhof Igling zu einer unbesetzten Halte- und Ausweichanschlussstelle zurück und reduzierte die Nebengleise auf ein einseitig nach Westen angebundenes Ladegleis. Zugleich errichtete sie zwei neue, nach Osten verschobene Außenbahnsteige, die über eine Unterführung verbunden waren. Zum 29. Mai 1985 gab die Deutsche Bundesbahn den Personenverkehrshalt in Igling auf. Der örtliche Güterverkehr an der verbliebenen Ausweichanschlussstelle endete 1994; wenig später baute die Deutsche Bahn die Weiche zum Ladegleis zurück. Das Empfangsgebäude befindet sich seit 1983 in Privateigentum und wird als Wohnhaus genutzt, die beiden Wechselwärterhäuser sind ebenfalls erhalten.

#### Buchloe
Der Bahnhof Buchloe (Lage) wurde am 1. September 1847 als Zwischenbahnhof der Ludwig-Süd-Nord-Bahn eröffnet. Mit der Inbetriebnahme der Verbindung von München nach Memmingen wurde er bis 1874 zum Kreuzungsbahnhof ausgebaut. Heute treffen im Eisenbahnknoten Buchloe die Hauptbahnen München–Buchloe, Augsburg–Buchloe, Buchloe–Memmingen und Buchloe–Lindau zusammen. Der Bahnhof hat umfangreiche Gleisanlagen und war zeitweise einer der bedeutendsten Rangierbahnhöfe Bayerns. Von 1928 bis 1972 war das eigenständige Bahnbetriebswerk Buchloe vorhanden, das aus einer seit 1874 bestehenden Lokomotivstation hervorging.

### Kunstbauwerke

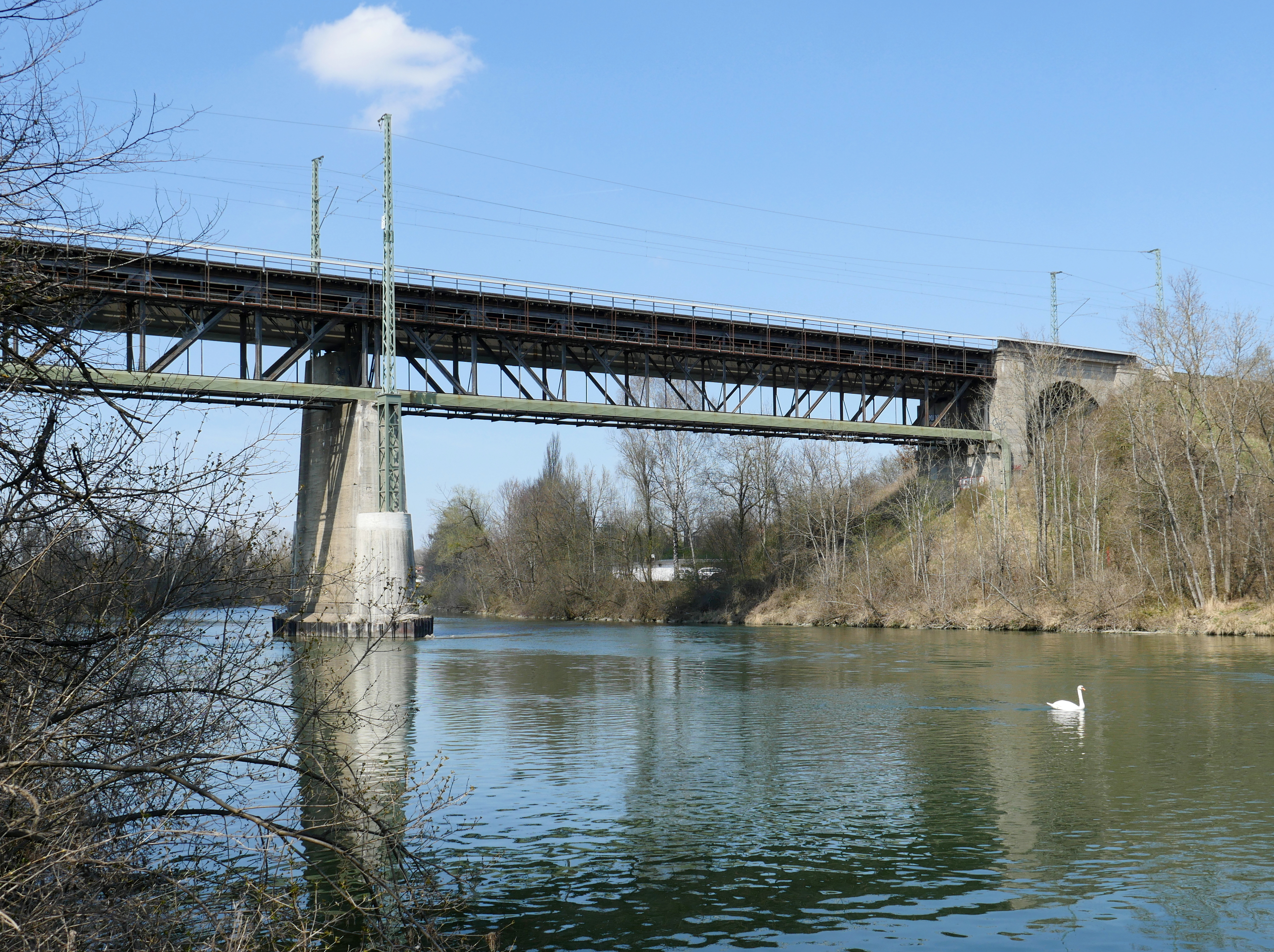
Lechbrücke in Kaufering (2021)

Im Verlauf der Strecke befinden sich drei größere Brückenbauwerke über die Flussläufe Amper, Lech und Gennach. Die Bayerischen Staatseisenbahnen legten die Widerlager und Pfeiler der Brücken bereits beim Streckenbau für einen zweigleisigen Betrieb aus.
Zwischen Fürstenfeldbruck und Buchenau überquert die Strecke auf einer 98 Meter langen und 12 Meter hohen Brücke die Amper. Die 1873 eröffnete Steinbogenbrücke hatte vier Öffnungen mit lichten Weiten von 16 Metern und einem Pfeilverhältnis von 1:5. Nach der Sprengung durch die Wehrmacht im April 1945 wurde die Brücke bis zum Winter 1945/46 in alter Form wiederaufgebaut. Im Mai 1984 sprengte die Deutsche Bundesbahn die alte Brücke und errichtete an ihrer Stelle eine neue Bogenbrücke aus Stahlbeton.
Das größte Kunstbauwerk der Strecke ist die 152 Meter lange, bis zu 22 Meter hohe Brücke über den Lech bei Kaufering. Sie wurde als eiserne Gitterträgerbrücke mit zwei Öffnungen von je 57 Metern lichter Weite und gemauertem Mittelpfeiler errichtet. Beim zweigleisigen Ausbau erhielt sie von 1905 bis 1906 einen zweiten Brückenträger mit Ständerfachwerk auf der Südseite. 1963 ersetzte die Deutsche Bundesbahn den älteren, nördlichen Überbau durch einen stählernen Hohlkastenträger, während der südliche Fachwerkträger erhalten blieb.
Kurz vor dem Bahnhof Buchloe wird die Gennach auf einer 45 Meter langen Steinbogenbrücke gequert. Die Brücke von 1872 besteht aus vier Bögen mit lichten Weiten von jeweils neun Metern.

## Betrieb

### Fernverkehr

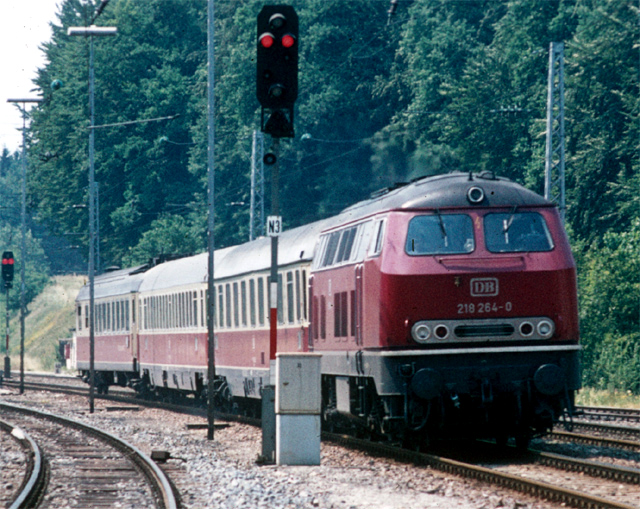
218 264 mit TEE 66 Bavaria in Geltendorf (1970er Jahre)

Der Trans-Europ-Express (TEE) Bavaria auf der Verbindung zwischen München und Zürich wurde zum Winterfahrplan 1969/70 eingerichtet. 1977 wurde der Bavaria als TEE aufgegeben, fuhr aber als D 276/277, der nun beide Wagenklassen bot.
Mit der Einführung des EuroCity-Verkehrs (EC) ab 1987 wurde der Bavaria in diese Zuggattung integriert. Insgesamt verkehrten seitdem vier EuroCity-Zugpaare täglich zwischen München und Zürich, seit Ende 2002 jedoch ohne Zugnamen.
Mit der Entwicklung der DB-Baureihe 605 (ICE-TD) wollte die Deutsche Bahn ab Herbst 1999 die EuroCitys auf der Relation München–Lindau–St. Gallen–Zürich durch neue Züge ersetzen. Der ICE wurde schließlich zum Fahrplanwechsel 2001/2002 eingeführt. Die Fahrzeuge zeigten bei der Inbetriebnahme jedoch erhebliche Mängel, die erst nach und nach behoben wurden. Nachdem am 24. Juli 2003 der Baureihe die Zulassung entzogen worden war, wurde der Verkehr wieder auf EuroCity-Garnituren umgestellt. Zwischen Mitte August 2003 und 13. Dezember des gleichen Jahres verkehrte noch ein Zugpaar mit ICE-TD, anschließend wurde diese Baureihe nicht mehr planmäßig auf dieser Strecke eingesetzt. Fortan wurde die Relation München–Zürich wieder mit herkömmlichen EuroCity-Zügen betrieben.
Nach der Elektrifizierung des Abschnittes Geltendorf–Buchloe verkehren auf der Strecke seit dem 13. Dezember 2020 täglich sechs Eurocity-Express-Zugpaare (ECE) zwischen München und Zürich. Es kommen elektrische Triebzüge des Typs ETR 610 Astoro der SBB zum Einsatz.

### Nahverkehr

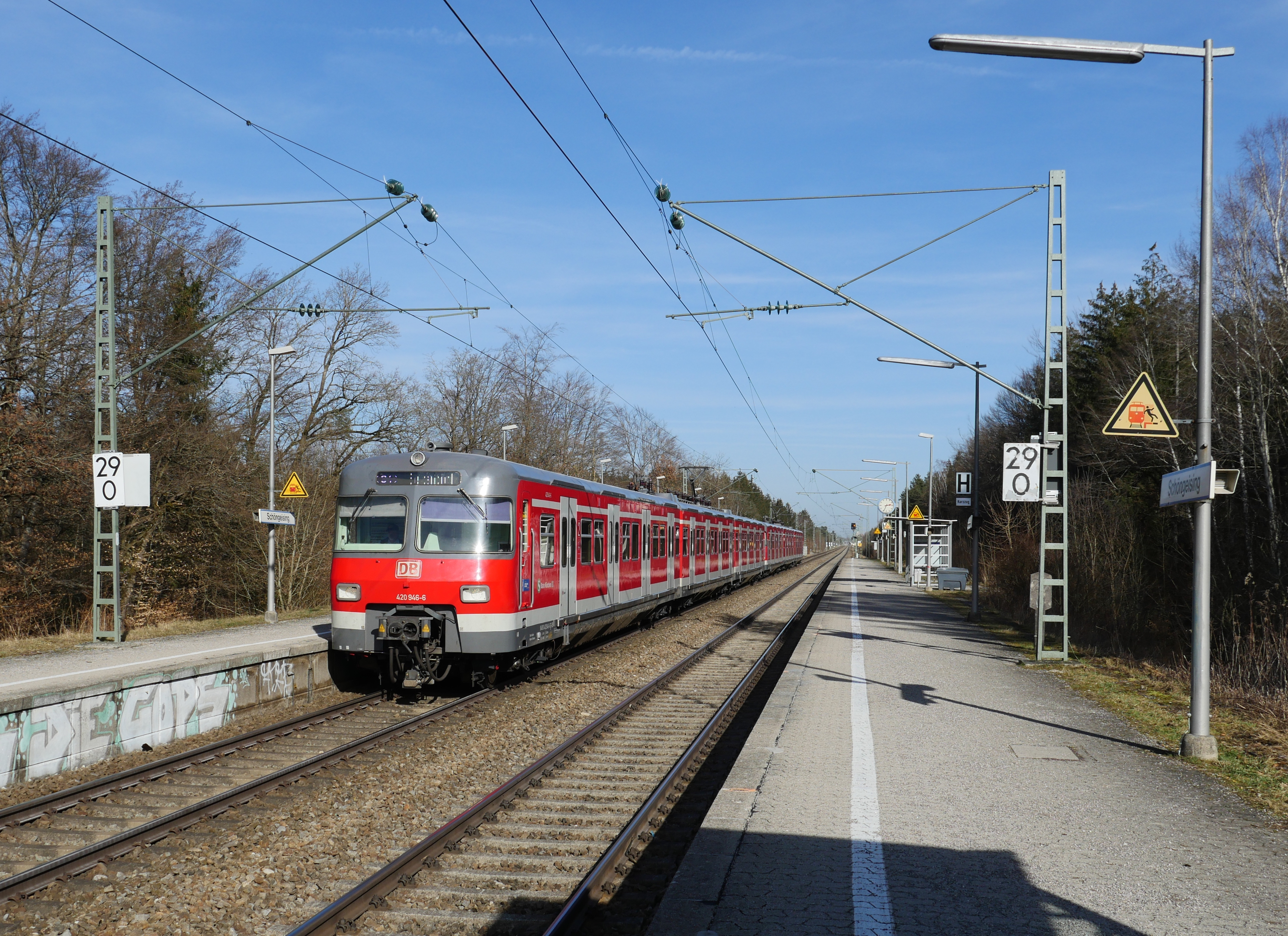
S-Bahn-Triebwagen der Baureihe 420 am Haltepunkt Schöngeising (2021)

Im Fahrplan 2024 wird die Strecke München–Buchloe im Regionalverkehr in der Regel von fünf Zügen pro zwei Stunden befahren. DB Regio betreibt die zweistündliche Regional-Express-Linie RE 70/76 München–Kempten–Lindau-Reutin/Oberstdorf mit Dieseltriebwagen der Baureihe 612 und die stündliche Regionalbahnlinie RB 74 München–Buchloe mit Elektrotriebwagen der Baureihe 440. Daneben fahren 3 Züge täglich von München nach Füssen und 4 Züge von Füssen nach München. Diese werden von der Bayerischen Regiobahn betrieben und verkehren als RB 68 mit Lint-Dieseltriebwagen. Zusätzlich verkehrt ein Zugpaar zwischen München und Füssen an Wochenenden und gesetzlichen Feiertagen und hält nur in München-Pasing (Neuschwanstein-Express). Von den Regional-Express-Zügen werden zwischen München-Pasing und Buchloe nur die Zwischenhalte Geltendorf und Kaufering bedient, die Regionalbahnlinie hält zusätzlich in Fürstenfeldbruck. Die zweistündlichen Linien RE 96 München–Memmingen–Lindau-Reutin und RE 72 München–Memmingen werden von Arverio Bayern (vormals GoAhead) mit Elektrotriebwagen vom Typ Flirt 3 betrieben. Der RE 96 verkehrt zwischen München-Pasing und Buchloe ohne Zwischenhalt.
Der Abschnitt München–Geltendorf wird durch die Linie S 4 der S-Bahn München von Ebersberg bzw. München-Trudering nach Geltendorf bedient. Die S-Bahn-Züge fahren im 20-Minuten-Takt bis Buchenau oder Grafrath und im 20/40-Minuten-Takt bis Geltendorf. In der Hauptverkehrszeit fahren zusätzliche Verstärkerzüge von München-Pasing nach Grafrath und Geltendorf.
Beginnend mit dem Fahrplanwechsel im Dezember 2014 lösten auf den Linien München–Füssen, München–Memmingen und in der Hauptverkehrszeit München–Kempten insgesamt sieben Züge mit neuen Dieselloks der Baureihe 245 im Wert von 28 Millionen Euro und Doppelstockwagen die bisherigen Züge mit Lokomotiven der DB-Baureihe 218 und einstöckigen n-Wagen ab.

### Güterverkehr
Internationaler Güterverkehr spielt auf der Strecke keine Rolle mehr. Sie dient jedoch als eine wichtige Umleiterstrecke für Güterzüge der österreichischen Arlbergbahn.
An der Strecke selbst sind jedoch noch einige Firmen ansässig, die mehrmals wöchentlich noch Güter auf der Schiene bekommen, zum Beispiel eine Recycling-Firma in Buchloe.